# Machaeroides
Genre
Machaeroides (« semblable à un poignard ») est un genre fossile de Oxyaenidae, appartenant à l'ordre également éteint des Creodonta ayant vécu lors de l’Éocène, il y a entre 56 et 34 millions d'années, dans ce qui est aujourd'hui l'état américain du Wyoming. Il est connu pour ses longues canines le rendant similaire à un tigre à dents de sabre.

## Description
Les deux espèces présentaient une ressemblance passagère ou superficielle avec un tigre à dents de sabre de la taille d'un chien. Machaeroides se distingue des chats à dents de sabre par leurs crânes plus allongés et leur posture plantigrade. Les espèces de Machaeroides se distinguent de Apataelurus étroitement apparentés par le fait que l'ancien genre avait des dents de sabre plus petites. Malgré sa petite taille, le genre Machairoides était bien équipé pour chasser des proies plus grandes que lui, comme les petits chevaux primitifs et les rhinocéros présents à l'époque, car il était doté d'une cruelle dentition, et de puissants membres antérieurs pour rattraper les proies. 
Machaeroides eothen pesait environ 10-14 kg, correspondant ainsi à un petit Staffordshire Terrier. L'espèce Machaeroides simpsoni était probablement plus petite. 

## Liste d'espèces
Selon Paleobiology Database (17 mars 2021) :
- † Machaeroides eothen Matthew, 1909 - espèce type
- † Machaeroides simpsoni Dawson et al., 1986

## Placement taxonomique
Sa position au sein des mammifères a été contestée. Les experts sont également divisés sur l'appartenance de Machaeroides et de son groupe frère, Apataelurus, aux Oxyaenidae ou à la famille des Hyaenodontidae, bien que les études les plus récentes soient favorables à ce dernier.

### Publication originale
- (en) W. D. Matthew, « The Carnivora and Insectivora of the Bridger Basin, middle Eocene », Memoirs of the American Museum of Natural History, vol. 9, no 6,‎ août 1909, p. 289-567 (lire en ligne).